# Ángel Liberal Travieso
Ángel Liberal Travieso (27 de febrero de 1891-20 de julio de 1936) fue un militar español.

## Biografía
Militar profesional, perteneció al arma de infantería. En 1936 ostentaba el rango de comandante y era ayudante del general Nicolás Molero, jefe de la VII División Orgánica. El 18 de julio los militares implicados en la conspiración contra la República pusieron en marcha la sublevación. Ángel Liberal se encontraba en el despacho del general Molero, en el palacio de la capitanía general, cuando se produjo una discusión entre los leales y los rebeldes. Comenzó una discusión entre ambos bandos y en el tiroteo que siguió Liberal resultó gravemente herido, junto a Molero y el comandante Roberto Riobóo. Moriría poco después, el 20 de julio.

## Familia
Tuvo un hermano, Jesús, que fue militar y mandó varias unidades militares. Asimismo, su hijo, Ángel Liberal Lucini, llegó a ser jefe del Estado Mayor de la Defensa (JEMAD).